# ألبرت كوين
ألبرت كوين (بالإنجليزية: Albert Quinn)‏ (18 أبريل 1920 في المملكة المتحدة - 2008) هو لاعب كرة قدم بريطاني (وحمل سابقاً جنسية المملكة المتحدة لبريطانيا العظمى وأيرلندا) في مركز مهاجم داخلي. لعب مع نادي سندرلاند وWest Stanley F.C. ‏ ودارلينجتون إف سى.